# IC 5304
IC 5304 — галактика типу E-S0 (еліптична спіральна галактика) у сузір'ї Водолій.
Цей об'єкт міститься в оригінальній редакції індексного каталогу.